# Tinc
Tinc是一個網狀網路協定，可以自我路由。為開放原始碼專案，可用來建立虛擬私人網路（VPN），提供資料壓縮與加密功能。這個軟體專案在1998年，由Guus Sliepen，Ivo Timmermans，與Wessel Dankers提出，以GPL許可釋出。

## 外部連結
- 官方首頁（页面存档备份，存于）